# 高原点地梅
高原点地梅（学名：Androsace zambalensis）为报春花科点地梅属下的一个种。

## 扩展阅读
- 維基物種上的相關：高原点地梅